# Йолента Польська
Йоланта Гелена Галицька (пол. Jolenta Helena, угор. Boldog Jolán, англ. Jolenta of Poland; бл. 1244 — 17 червня 1298) — донька угорського короля Бели IV і Марії Ласкарини, великопольська княжна, католицька блаженна, патронка архідієцезії у Гнєзно, Каліша, Великопольщі, християнських матерів. 
Є нащадком Великих князів Київський Володимира Мономаха та Ярослава Мудрого. Праправнучка української княжни Єфросинії, доньки Великого князя Київського Мстислава Великого. Рідна тітка Короля Русі Юрія І.

## Біографія
Була названа на честь французької прабабусі. У 12-річному віці видана за калішського князя Болеслава Побожного, прийнявши друге ім’я Гелена. 
Через війну у володіннях чоловіка два роки провела при дворі сестри Кунегунди, дружини краківського князя Болеслава V Сором’язливого. Поміж 1261–1276 роками народила трьох доньок, наймолодша з яких Анна вступила до кляштору кларисок у Гнєзно, а середню Гедвігу видали за куявського князя Владислава Локєтка. Їхнім сином був Король Русі Казимир. 
Після смерті старшого брата Болеслав Побожний став опікуном його чотирьох доньок і сина, що росли при дворі під доглядом Йоленти Арпадівни. Після смерті чоловіка у квітні 1279 року вона виїхала до краківського двору сестри Кунегунди. Згодом Йолента повернулась до Гнєзно, де 1284 року вступила до монастиря кларисок і де вона померла 1300 року. 

## Беатифікація
У беатифікаційному життєписі бл. Йоленти з 1723 року описано чудеса, що відбувались на її могилі відразу після поховання. Її беатифікував папа Лев XII лише 14 червня 1827 року, а урочистості відбулись через сім років. 
До почту католицьких святих примислені сестри бл. Йоленти — св. Кінга і св.Маргарита та тітка св. Єлизавета Угорська, а її сестра Констанція також Блаженна.

## Родовід
Йолента веде свій родовід, в тому числі, й від Великих князів Київських з роду Мономаховичів та Ярославичів.